# 黄金の日日
『黄金の日日』（おうごんのひび）は、1978年1月8日から12月24日にかけて放送されたNHK大河ドラマ第16作。クレジット上での原作は城山三郎の同名の小説（1978年刊）、脚本は市川森一の書き下ろし（詳細は別途記述）。六代目市川染五郎（現・二代目松本白鸚）主演。
安土桃山時代にルソンに渡海し、貿易商を営むことで巨万の富を得た豪商・呂宋助左衛門（ドラマ内では助左または納屋助左衛門と呼ばれている）と泉州・堺の町の栄枯盛衰、今井宗薫の妻・美緒をめぐる今井宗薫と助左衛門らの争いを描いた作品である。

## 企画・制作
従前は武士を主人公に取り上げた作品がほとんどだったが、今作では初めて商人を主人公に据え、庶民の暮らしと経済面から時代を描く物語の展開となった。この設定は「武将が主人公のドラマなら民放でもできる。NHKにしかできないもの」というプロデューサーの近藤晋（大河ドラマは初参加）の意向によるものであった。
当初は『日本誕生』というタイトルで壬申の乱を題材とした作品を中島丈博の脚本で作ることを企図したが、飛鳥時代の生活習慣がわからないことや近親婚も含む皇族を扱う困難さから中島が降板し、企画が変更された。
ほとんど史実の記録がない人物を主役にするにあたり、森鴎外が『阿部一族』を「史実と違う」と非難した評論家に対して「歴史小説を書いたので、歴史ではない」と反論した故事を念頭に置いたと述べている。
日本史上の中でも人気が高い豊臣秀吉を関白就任後は徹底した悪役に描き、憎まれどころの石田三成は善意の人物に描き、それまでにはなかった意外性を活かした構成となった。
今作は大河ドラマとしては初の試みとして、スタッフと小説家（城山三郎）と脚本家（市川森一）の三者が合議でおおまかなストーリーを作り、それを基本路線として城山は小説を、市川は脚本を同時進行で執筆していくというスタイルが採られた（実際の脚本執筆では長坂秀佳が協力している）。
配役は六代目市川染五郎が主演した（歌舞伎役者が大河に大役で出演する際の通例に漏れず、本作でも染五郎の長男・藤間照薫が少年助左〈主人公とは同名・別人〉役で、染五郎の父・八代目松本幸四郎が助左衛門の実父と思われる人物役で出演した）。状況劇場を主宰する唐十郎や李礼仙、根津甚八、川谷拓三などが起用され、テレビには出番の少なかった新顔（歌舞伎・アングラ劇・大部屋俳優）が主要登場人物を占めた。アングラ劇出身者の起用にはNHK上層部から批判もあったという。
名シーンといわれる川谷扮する杉谷善住坊の鋸引き処刑（第21回）は、1976年の東映映画『徳川女刑罰絵巻 牛裂きの刑』で川谷が演じたシチュエーションと全く同じに再現された。
ベテラン俳優を歴史上の重要人物に振り、織田信長と秀吉の配役は『太閤記』と全く同じ（高橋幸治と緒形拳）にしている（「同じ人物が出てくるのに違う役者が演じるのはおかしい」という近藤の提案で芸能局長だった川口幹夫が賛同して実現したという）。
制作面では、大河ドラマとして初めて海外ロケをフィリピンで行い、フィリピン人俳優も出演したことが特筆に値する。フェンシングなどスペイン人が使用する武術の考証も徹底された。過去の日比関係などから実現は困難視されたが、前作『花神』のスタジオ見学に来たフィリピン大統領フェルディナンド・マルコスの娘アイミーが、母親のイメルダ・マルコスに手紙を書いたため、大統領とフィリピン観光省の協力が得られることになった。ロケは、ルソン島北部のサン・エステバンで2週間に渡って行われた。政情不安の面もあり、フィリピン政府はロケに際して兵士の護衛を付けた。日陰のない浜辺での撮影により、スタッフは熱射病に近い症状にもなり、それでも撮影を続けることにフィリピン人は「日本人はなぜこんなにも仕事をするのか」と驚いたという。なお、オープニングの夕陽が徐々に水平線に沈んでいく映像は、フィリピンロケの際に現地で撮影されたものである。
また、堺の町が生田のオープンセットに再現され、従来、江戸の町並だったものを戦国期のものに見せるため、二階建ての家屋では下の屋根にもうひとつ屋根をかぶせ、傘をささずに雨の日も買い物ができたことを表現するために軒を前に張り出させるなどした。商人の町らしく、格子も太めにして、屋根の瓦と瓦の間には棒瓦を敷くなど土蔵造りを表現したという。
ドラマの航海シーンに登場する船には、全長3メートルのガレオンタイプの南蛮船、2メートルの和船、三十石船などのミニチュアを合計5隻、砧撮影所の特殊撮影用プールに浮かべて収録した。

## 反響
平均視聴率は1978年当時、歴代でも『赤穂浪士』の31.9%、『太閤記』31.2%に次ぐ25.9%を記録、最高視聴率も34.4%という高い数字を記録した。

## あらすじ
永禄11年、和泉国。堺の町は会合衆（えごうしゅう）による自治が行われ、商売が栄え、黄金の日々を謳歌していた。両親を亡くし、豪商・今井の納屋番として働く助左は父親のように船で交易に出ることを望んでいた。助左は今井宗久の目に留まり、杉谷善住坊、石川五右衛門とともに織田信長との融和作戦を成功させる。善住坊は信長狙撃の依頼を受けるが、的を外し追われる身となる。助左は善住坊、石川五右衛門と琉球行きの船に乗り込むが難破してルソン島に流れ着く。
帰国した助左は千宗易から「納屋」姓を譲られ、納屋助左衛門を名乗る。ルソンと堺を行き来する助左衛門は、豊臣秀吉亡き後、秀吉に蹂躙された堺を復興しようとする。天下を手中にした徳川家康は、イスパニア・ポルトガルとの交易を廃し、エゲレス・オランダと交易するため、堺の港を閉じて商人たちを江戸へ移すことを画策。従わなければ町を焼き払うと言われた助左衛門は、自由を守るため堺を丸ごとルソンに移転することを決意。住民を次々船で送り出す。慶長5年（1600年）の秋、納屋助左衛門は自ら堺の町に火を放ち、黄金の日日と別れて、最後のルソン行きの船で旅立つ。
その後の日本は寛永元年（1624年）3月、ルソンとの交易を断絶し、やがて鎖国する。

## 登場人物
俳優の名前は放送当時のクレジット表記に準じる。

### 主要人物
納屋助左衛門（なや すけざえもん）
（助左→納屋助左衛門）
演 - 市川染五郎（少年期：峰岸秀憲→栗又厚）
本作の主人公。父の名は甚九郎・母の名はおきく。両親共に堺の豪商・今井の奉公人。
曲がった事が大嫌いな直情径行の熱血漢。堺の自由な気風を愛し、それを守り抜く為なら身命を賭す事も辞さない。若い頃は我武者羅に突っ走るだけであったが、壮年期に入り商人として成長するにつれ相応の知略も用いるようになる。基本的に争い事は好まないが覚悟が定まれば腕力沙汰に及ぶ事もある。
父・甚九郎は交易船の船長（ふなおさ）で、助左が五歳の時に琉球へ向けて船出したまま消息を絶った。父の後を継いで船乗りになることを夢見、今井の納屋番として奉公する。謹厳実直にして大胆な性格を今井の当主・宗久に認められて交易船に乗ることができたが、琉球へ向かうはずの船が難破、ルソン島・アゴーの村へ漂着する。アゴーの村人達とのふれあいから、ルソンとの交易を志すこととなる。やがて今井から独立、様々な苦難にぶつかりながらも旧知の木下藤吉郎秀吉や千宗易らの助けもあり、逆境をはね返してついには自分の船「呂宋丸」を持ち、念願のルソンとの交易ができるまでになる。宗易から堺の納屋の鍵と「納屋」の屋号を譲り受け、さらにアゴーの村から持ち帰ったルソン壷50個を秀吉旗下の諸大名に高値で売りつけ、名実ともに大豪商へとのし上がっていく。だが、若い頃からの恩人にして協力関係にもあった秀吉とは次第に対立を深めるようになっていき、ついには国外追放に処せられる。雷が大の苦手。
美緒（みお）
演 - 栗原小巻
助左の憧れの女性。今井宗久の養女。助左からは「美緒さま」と呼ばれる。
聡明で凛とした佇まいの美女。普段は冷静に振る舞うが内に炎のような情熱を秘める。好奇心旺盛で行動的な一面を持ち、時に大胆な行動にも出る。
元々は京の没落公卿の娘だったが、幼い頃に戦火に追われ堺へたどり着く。人買いに売られるところを宗久に養女として拾われる。宗久の息子・兼久（今井宗薫）と結婚するも兼久は妹としか見てくれず、助左といつしか互いに密かに惹かれあうようになっていく。奉公人（実は徳川の間者）の梢が兼久の子を身籠ったことから居場所を失い、呂宋丸に忍び込んでルソンへ密航。アゴーの村で心穏やかな日々を過ごす。しかし、実母・梢を失った小太郎の母として、また、実質的な今井の大元方（経営者）として今井の身代を支えることを決意する。織田・豊臣・徳川と移り変わっていく時の権力者たちと対峙し、助左と共に堺を守っていく。
杉谷善住坊（すぎたに ぜんじゅぼう）
演 - 川谷拓三
助左と五右衛門の幼馴染。今井の鉄砲鍛冶師にして射撃の名手。
お人よしで頼み事をされると断れない。気弱で優柔不断な面もあるが、射撃の腕には絶対の自信を持つ。
兼久にそそのかされて信長暗殺を図るも失敗。助左の計らいで今井の交易船で琉球への逃亡を試みるも船が難破し五右衛門、助左と共にルソンへ漂着。現地の女性と結婚するが、堺恋しさに帰国。匿ってくれた遥明台守のお仙の元で木綿の火縄を発明する（後にこれが助左の商売の足がかりとなる）。やがて加賀へ落ち延びるが、一向宗門徒たちの頼みで鉄砲を買い付けに堺へ舞い戻って来る。しかし織田家の追手によって捕縛され、鋸引きの極刑に処される。お仙と助左に看取られて絶命。
石川五右衛門（いしかわ ごえもん）
演 - 根津甚八（少年期：荻野尋）
助左の友人。今井家の飛脚番。
一見クールでニヒルな斜に構えた若者だが実際は助左に劣らぬ熱血漢。目的の為なら手段を択ばず、時に殺人すら辞さないが助左への友情は終生持ち続ける。権力に対して強い嫌悪感を持っている。
日比屋の一人娘・笛（モニカ）に横恋慕し、強引に我が物にしてしまう。紆余曲折を経て一時助左の前から姿を消すが、再び姿を表した時には盗賊の頭となっていた。権力の亡者となり助左たちを弾圧しようとした秀吉を伏見城に襲撃する。しかし襲撃に失敗して捕縛され、京都の三条河原で釜茹での刑に処せられる。
根津は人気を集め出世作となった。
桔梗（ききょう）
演 - 竹下景子（少女期：堀越恵里子）
宗久と今井の奉公人・しま（竹下景子・二役）との間の娘。伊勢長島の合戦でしまは信長軍に殺され、善住坊と共に加賀へ落ち延び鉄砲の撃ち方を学ぶ。成長し堺で助左と再会。今井へ戻るのを拒んで助左の店で働くが、難破した呂宋丸の船乗り達の遺族への見舞金の工面に難渋する助左を助けるため、その金の用立てを条件に今井家へ戻る。兼久の命により関白秀次の側女に上がるが、心優しい秀次の計らいで側室ではなく鉄砲指南役となる。秀次の死後、ルソンへ渡り助左からの求婚を受ける。
お仙（おせん）
演 - 李礼仙
助左らのよき理解者。幼い頃、美緒らと共に人買い船に乗せられて南洋の島に売られ、艱難辛苦の末に堺に流れ着く。以来、堺の船堀に小さな屋形船を浮かべ、占い・呪（まじな）い、大浜の遥明台（灯台）守などをして暮らしを立てる。何かと事件を起こす善住坊、五右衛門らの面倒もよく見、彼らの最期も見届ける。船堀が秀吉の命で埋め立てられて以降は心身ともに衰え、最後は遥明台の下で助左に看取られて息絶える。
銭丸（ぜにまる）
演 - 前田晃一
堺の町の浮浪児だったところを助左に拾われる。幼いながらも才に長け、助左を助けて番頭さんと呼ばれる。助左の留守中は桔梗と共に店を守る。原田喜右衛門一味が助左の船を襲撃した際に巻き添えで命を落とす。

### 堺の商人・住人
千利休（せんの りきゅう）
（千宗易→千利休）
演 - 鶴田浩二
堺の豪商集団・会合衆の1人。信長や秀吉に近づき茶頭となる。助左に商いとは工夫であると教え、また所有する納屋を譲り「納屋助左衛門」と名乗らせる。助左がルソンから持ち帰ったルソン壺に五千貫の値をつけ、助左を一躍大富豪にする。しかし「一介の商人が大富豪になるような時代、農民の子せがれが関白になるような時代」を終わらせ新しい秩序の時代を築こうとする秀吉との間には次第に深い溝ができていく。
今井宗久（いまい そうきゅう）
演 - 丹波哲郎
堺の豪商集団・会合衆の一員。今井の大元方（経営者）で、助左からは大元様（おおもとさま）と呼ばれる。時勢を見極めることに長け、目的の為には手段を選ばぬ強い意志を持ちしばしば非情な決断を下す。反信長の多い会合衆の中にあって早くから信長に接近、その勢力拡大によって堺一の実力者となる。放蕩息子の兼久には絶望しており、助左に対して「お主のような倅が欲しかった」との思いを抱いている。信長の死に絶望し、「ルソンへ行く」と言って舟で堺を旅立つ。
今井宗薫（いまい そうくん）
（今井兼久→今井宗薫）
演 - 林隆三
今井宗久の子。青年時代は放蕩に明け暮れたため、父・宗久から後継を不安視されていたが、父にも劣らぬ計算高さを持つ。信長に接近した父や秀吉のバックアップを得た助左と対抗して、家康に近づく。助左に父は目をかけ、妻の美緒も助左を愛していたことから「助左は自分から父と妻の愛を盗んだ」と助左を憎み、立ちはだかる。しかし息子小太郎への愛情と堺への誇りを捨て切れず、小太郎に慕われ、堺の誇りを取り戻そうと奔走する助左に対する憎しみの気持ちを抑えるようになっていく。美緒が助左の元に行きやすいよう小太郎が自身と同行する理由を察し、美緒に行かせても良いと考えていた。秀吉の死後、家康の意を受けて、六男・松平忠輝と伊達政宗の長女五郎八姫の間を取り持ったことは史実として有名である。
梢（こずえ）
演 - 名取裕子
今井家を徳川方になびかせる為に服部半蔵が送り込んだ間者。兼久に近づきその寵愛を受ける。宗久に正体がばれるも妊娠が発覚し九死に一生を得る。宗薫の子・小太郎を生む。小太郎を産んだ翌年に勃発した本能寺の変の直後、堺に滞在していた家康を逃がすための伊賀越えをサポートするために忍者として働くも追手の明智兵と戦い、命を落とす。
小太郎（こたろう）
演 - 江藤潤
今井宗薫と梢の間に生まれた子。美緒、桔梗が去り今井家が家庭崩壊状態となった事から助左衛門を恨み、殺害すべく朝鮮出兵に同行するが、助左の人格に触れ、やがて父のように助左を慕い、助左の船団の一員となる。父とは兄妹の感情しかない養母・美緒が助左を愛し合い、実母を失った自身を慈しんで育ててくれたこともあり、2人が共に生きられるよう父と共に旅立つ決意を固めるほどに成長した。
小西隆佐（こにし りゅうさ）
演 - 宇野重吉
堺の豪商集団・会合衆の一員。小西行長の父。敬虔なキリシタンでもある。
津田宗及（つだ そうぎゅう）
演 - 津川雅彦
堺の豪商集団・会合衆の一員で屋号は「天王寺屋（てんのうじや）」。反信長派で、信長に肩入れする宗久を「近江の流れ者」と陰口を叩いているが、状況次第では協力を申し出ることもある。
能登屋平久（のとや へいきゅう）
演 - 志村喬
堺の豪商集団・会合衆の一員。反信長派。
日比屋了慶（ひびや りょうけい）
演 - 渥美国泰
堺の豪商集団・会合衆の一員。モニカの父。敬虔なキリシタンであり、自邸には礼拝堂と釣鐘も備えている。助左が今井を離れて行商を始める時に木綿を卸してもらったのもこの日比屋であり、後年助左はその礼拝堂付きの邸宅を買い取って住まう。
山上宗二（やまのうえ そうじ）
演 - 清水綋治
茶人、兼久と親しい。世の中を斜めから見ているようなニヒルな発言が多い。後に秀吉に仕えるも勘気を被り処刑される。
天王寺屋三郎（てんのうじや さぶろう）
演 - 佐藤博
大和屋（やまとや）
演 - 大竹修造
新屋（あらや）
演 - 堀六平
才蔵（さいぞう）
演 - 花沢徳衛
今井家が所有する貨物船「琉球丸」の船長。助左の父・甚兵衛とは旧知の仲で、生きていれば助左と同い年だった息子を事故で失っている。助左は「船で一番威張っていて一番やることがない」と称したが、琉球丸が沈没する際には、助左に海に生きる男の姿を身をもって示す。
笛（ふえ、別名：モニカ）
演 - 夏目雅子
日比屋了慶の娘。敬虔なキリシタン。絶世の美女で、オルガンの演奏が特技。美緒の友人。
自分を強引に陵辱した五右衛門を殺そうとするが果たせず、恨みながらも愛しいという複雑な思いを抱きながら共に堺を出奔する。旅先で病を得た彼女を五右衛門は見捨てるが…。その後、小舟に乗った助左衛門はモニカを乗せた小舟とすれ違うが助左衛門以外の者はそんな小舟は見なかったと言う。
定吉（さだきち）
演 - 井上和行
宗久・兼久二代に奉公する今井の古参番頭。
吉兵衛（きちべえ）
演 - 高木均
今井の交易組番頭。ルソンとの交易を進言する助左を嘲笑い却下する。

### 豊臣家
豊臣秀吉（とよとみ ひでよし）
（木下藤吉郎→羽柴秀吉→豊臣秀吉）
演 - 緒形拳
尾張の百姓の小せがれから身を起こし、信長の後継者となって天下統一を果たした戦国随一の出世頭。官位は関白太政大臣。
陽気で気さくな働き者で、無闇な殺生を嫌う一方で知恵者でもあり人心掌握に長ける。出世するにつれて次第に怜悧で計算高くなっていき、天下人となってからは傲慢で貪欲な暴君になってしまう。
信長の配下時代から助左をかわいがり、助左が今井家から独立すると何かとバックアップするなど友好的だったが、天下をほぼ手中に収め権力を手に入れると支配者として助左の前に立ちはだかる。堺の自治を認めず、目をかけるも要求を撥ね付け我が道を行く助左や、徳川に肩入れする宗薫ら堺商人たちと対立、徹底的な弾圧を加える。ドラマ前半部での人間的魅力に富んだ木下藤吉郎から権力欲の塊の天下人秀吉へと変貌していく姿は今作の見所のひとつでもある。晩年は判断力が衰え、朝鮮出兵や秀次粛清など暴走の度合いが進んでいく。
北政所（きたのまんどころ）
（ねね→北政所）
演 - 十朱幸代
秀吉の正室。豊臣家の安泰を一番に願っている。のんびりとした尾張弁を話す天真爛漫な女性。一人で堺を訪れ南蛮人の男に絡まれ困っているところを助左に助けられる。秀吉の死去後は静かに大坂城を去っていった。
淀君（よどぎみ）
演 - 藤村志保
秀吉の側室で、秀頼の生母。織田信長の姪。
終盤に登場。秀吉が亡くなった後は豊臣家では一番の権力者となる。炎上する堺を大坂城の天守閣から家康と共に眺め、自分もあのような最期を迎えたいとつぶやく。
豊臣秀次（とよとみ ひでつぐ）
（三好秀次→豊臣秀次）
演 - 桜木健一
秀吉の甥で養子であり、関白職を譲られる。叔父秀吉と比べると器量不足だが、温和で誠実な青年。後に疑心暗鬼に取りつかれた秀吉によって追放、自害させられる。
豊臣秀頼（とよとみ ひでより）
演 - 柏木寅章
石田三成（いしだ みつなり）
（石田左吉→石田三成）
演 - 近藤正臣
近江の国衆の子で、小姓から秀吉の側近に取り立てられる。
誠実で有能な実務官僚。切れ者であるが冷徹ではなくむしろ不器用で、愚直なまでに己の正義感を貫こうとする。
長浜で助左と知り合い、一緒にたま（のちの細川ガラシャ）の帰りを送ったことから親友となる。ねねの尾張訛りをひどく嫌う。堺奉行に就任してからは、親友の助左と上司の秀吉の間で苦悩する。朝鮮出兵中、徹底抗戦の加藤清正、福島正則に対し、無駄な犠牲者を出すよりも、友好関係を築こうとした。数々のドラマで利休を讒言して死に追い込む役が多い三成だが、このドラマ中では利休とは対立せず、むしろ秀吉の利休切腹に難色を示している。劇中ではたまに憧れ、本能寺の変後幽閉中のたまの元に訪ねるなどしていたが、やがてこの二人の関係は悲劇的な結末を迎える。
小西行長（こにし ゆきなが）
（小西弥九郎→小西行長）
演 - 小野寺昭
小西隆佐の息子。三成と同様に誠実で有能な実務官僚。
堺の商人から秀吉に見出され家臣として登用され、三成や助左と親友となる。熱心なキリシタンで、洗礼名はアウグスティヌス。助左が秀吉が目をかけているにもかかわらず、わが道を行き秀吉の怒りを買っていることを心配している。関ヶ原の戦いにおいては三成との友情から西軍に付き、敗れる。都の六条河原で三成、恵瓊と共に処刑される際、念仏僧による十念をキリシタンとしての信仰を理由に拒否した。
前田利家（まえだ としいえ）
演 - 臼井正明
大野治長（おおの はるなが）
演 - 藤堂貴也
高山右近（たかやま うこん）
演 - 鹿賀丈史
三成、行長と共に助左のよき理解者。熱心なキリシタンで、洗礼名はジュスト。
清廉潔白な気性で、乱世にあって謀略に頼らず誠意と信仰によって立つ気概を持つ。千利休の茶道の弟子でもある。
西洋の技術や知識を必要としても、キリストの教えを学ぼうとしない信長の姿勢に疑問を感じ、一旦は離反するが赦される。安土城下に教会を作るために必要な青瓦と交換で助左に船を譲った。秀吉の天下となってから発せられたバテレン追放令に抗してあくまで信仰を貫き、領地と財産を没収される道を選ぶ。
池田輝政（いけだ てるまさ）
演 - 成川哲夫
黒田官兵衛（くろだ かんべえ）
演 - 勝部演之（青年期：島田三郎）
竹中半兵衛亡き後の秀吉の軍師。荒木村重謀反の折その説得工作に失敗、岩牢に幽閉され跛行となる。本能寺での信長横死を備中高松の秀吉陣中へ報せる助左からの使者を口封じのために独断で斬り捨て、さらに毛利と和睦して京へ取って返し信長政権を引き継ぐよう秀吉に進言する。三成は「またあの御仁の浅知恵に乗せられてか」と、内心毛嫌いしている。
黒田長政（くろだ ながまさ）
演 - 伊藤正博（少年期：佐藤健一）
官兵衛の嫡男、幼名は松寿丸。人質として秀吉に差し出されていたが、官兵衛が裏切ったと考えた信長の命により斬首に処されるところ、半兵衛の計略によって一命を助けられる。
加藤清正（かとう きよまさ）
演 - 綿引洪
朝鮮出兵中、友好関係を築こうとする三成、行長、宗義智に対し、徹底抗戦を主張し豊臣家分裂のきっかけを作る。朝鮮出兵では先に上陸した行長への憎しみから何とか出し抜こうとし、追いついた後も行長と別ルートで京城へ先んじようとするが、助左らの計略で偽りのルートに誘導され、行長、宗義智の京城一番乗りを許すことになる。
福島正則（ふくしま まさのり）
演 - 加藤正之
浅野長政（あさの ながまさ）
演 - 辻萬長
増田長盛（ました ながもり）
演 - 金内吉男
五奉行の一人。五右衛門一味が伏見城の秀吉寝所を襲撃した際に彼らの前に立ちはだかる。
蜂須賀小六（はちすか ころく）
演 - 室田日出男
秀吉配下の猛将。秀吉と同様に彼もまた、助左に対して何くれと無く好意的に接し、その危機を救ったりしている。
竹中半兵衛（たけなか はんべえ）
演 - 梅野泰靖
秀吉配下の名軍師。助左が秀吉の陣中へ持ち込んだ木綿の火縄を買い上げる。黒田官兵衛の造反が疑われた際、人質となっていた官兵衛の息子松寿丸を信長の命令に背いて匿う。
石田正澄（いしだ まさずみ）
演 - 内田稔
三成の兄。三成が武断派の襲撃で堺奉行所を去った後は奉行職を継ぐ。三成同様に助左を深く信頼している。
古田織部（ふるた おりべ）
演 - 戸沢佑介
不破万作（ふわ まんさく）
演 - 伊東平山
秀次に仕える近習。
松田信助（まつだ のぶすけ）
演 - 北見治一
堺奉行所での三成の下僚。一言多い初老の男。
隆西堂（りゅうさいどう）
演 - 沖恂一郎
大村由己（おおむら ゆうこ）
演 - 3代目三遊亭圓之助
秀吉に近侍する御伽衆。秀吉の活躍を講談の如く大名たちに語って聞かせた。

### 織田家
織田信長（おだ のぶなが）
演 - 高橋幸治
尾張出身の戦国大名。鋭敏な頭脳と卓越した先見性、そして苛烈な行動力で天下人へと一気に駆け上っていく風雲児。
ほぼ無表情で、一貫して高々とした口調の物言いをする。好奇心旺盛で南蛮の文物に強い興味を抱く一方で、キリスト教の教義には関心が無く神仏を信じない。
堺に要求した矢銭（軍用金）五万貫を賭けた相撲で子飼いの力士・鳴海を投げ飛ばした助左を気に入り、家来になれと誘う。のちに安土築城の際、助左が見つけてきた唐人一観（信長公記に記されている実在の人物）の焼いた青瓦を天守閣の瓦に採用するなど、秀吉や利休同様、助左の人生の節々に関わりを持つ。比叡山焼き討ちの際は同山の僧侶や僧兵達をムジナ（狢）であると断じた。
美緒に対して無礼を働いた雑兵を一刀のもとに切り捨てる峻厳さと、ねねに対し気さくに接し励ましの手紙を送る細やかな気遣い、その両面を併せ持つ。
お市（おいち）
演 - 小林かおり
信長の妹、浅井長政の正室。淀君の母。
織田有楽斎（おだ うらくさい）
演 - 奥野匡
信長の弟。
北畠信雄（きたばたけ）
演 - 横尾三郎
神戸信孝（かんべ のぶたか）
演 - 和甲拓
織田三法師（おだ さんぽうし）
演 - 田村宗正
明智光秀（あけち みつひで）
演 - 内藤武敏
信長旗下の知将。金ヶ崎撤退戦では一度は退却しかけるも、少数兵力で殿軍を務める秀吉を見捨てることが出来ずに鉄砲隊と共に残留、与力する。比叡山焼き討ちの折には秀吉と共に信長に諌言するも聞き入れられず、山から逃亡してくる僧侶・婦女を掃討する（秀吉は逃げ道を設けて、自陣に逃げ込んで来た者は見逃している）。今作での光秀は自らの心情を語る場面が殆どなく、本能寺の変に至る経緯も描かれていない。よって今作に於ける光秀謀反の本当の理由は謎に覆われたままである。しかし比叡山焼き討ちや荒木村重謀反時に於ける高山右近への帰順説得工作の場面など、光秀が信長体制へ対する疑問を徐々に抱き始める様子が散見できる。
柴田勝家（しばた かついえ）
演 - 新田昌玄
織田家の筆頭家老。金ヶ崎撤退戦では殿軍を率いる秀吉に対してねぎらいの言葉をかけ、さらに自隊の中から鉄砲の名人を選んで残し、「また会おう」と言い残し撤退して行く（この時には誰もが秀吉隊の全滅を信じて疑わずにおり、従って勝家のこの言葉は秀吉への精一杯の餞とも取れる）。信長死後の清洲会議の際には秀吉と対立、その暗殺を企てるが、丹羽長秀の密告により失敗する。
丹羽長秀（にわ ながひで）
演 - 坂本長利
信長旗下の武将。安土城築城の普請奉行を務める。天守閣の瓦に今井家の推す金の瓦を採用しかけるが、普請場を巡視した信長が目に留めた助左の青瓦が採用と決まった為、今井の美緒に青瓦の生産を打診する（結局は助左が今井の下請けをする形で青瓦を納入する）。清洲会議の際、勝家らによる暗殺計画があることを秀吉に報せ、命を救う。
滝川一益（たきがわ かずます）
演 - 金井大
信長旗下の武将。勝家らと共に清洲会議に於いて秀吉と対立、その暗殺を企てる。
荒木村重（あらき むらしげ）
演 - 北島和男
信長旗下の武将。ささいな行き違いから信長への反旗を余儀なくされ、摂津有岡城に立て籠る。やがて家臣達を見捨てて単身城から脱出、有岡城は落城する。その卑怯な振る舞いに信長をして「村重、汚し」と言わしめた。
蒲生氏郷（がもう うじさと）
演 - 山本寛
筒井順慶（つつい じゅんけい）
演 - 酒井郷浩
蜂屋頼隆（はちや よりたか）
演 - 岸本功
池田恒興（いけだ つねおき）
演 - 猪野剛太郎
森長可（もり　ながちか）
演 - 福永典明
力士・鳴海（なるみ）
演 - 栃櫻光輝
堺の命運を賭けた相撲勝負で助左に投げ飛ばされる信長配下の力士。

### 細川家
細川藤孝（ほそかわ ふじたか）
演 - 加藤精三
細川忠興（ほそかわ ただおき）
演 - 柴田侊彦
細川ガラシャ（ほそかわ ガラシャ）
（たま→細川ガラシャ）
演 - 島田陽子
光秀の娘で細川忠興の妻。敬虔なキリシタン。清楚な美貌の持ち主で、争い事を嫌っている。都の南蛮寺の工事現場で三成や助左と知り合う。
父の光秀が謀反を起こして敗死したため、忠興の計らいで一時期山奥の屋敷で隠遁生活を送るが、後に許される。
三成の自分に対する思いを悟っており、清正や忠興らが三成を襲撃しようと企てた際には密かに三成を訪ねてそのことを伝え、逃げるように促す。
小笠原少斎（おがさわら しょうさい）
演 - 細川俊夫
霜（しも）
演 - 塩沢とき
細川ガラシャの侍女。元は明智家に仕えており、ガラシャの屋敷を訪れた秀吉の家臣である三成を主君（光秀）の仇として薙刀で斬りかかるが軽くあしらわれ、悔し泣きする。

### 徳川家
徳川家康（とくがわ いえやす）
演 - 児玉清
東国の実力者。後の江戸幕府初代征夷大将軍。
冷静沈着で感情を高ぶらせる事はほとんど無く、慎重かつ堅実に地歩を固めていく。自ら鉄砲を撃って敵を撃退するなど武勇にも長けている。
信長政権時は実直律儀な同盟者、秀吉政権時は面従腹背の態度で過ごし、秀吉の逝去後は関ヶ原の戦いで三成中心の西軍を破って天下を手中に収める。梢の工作により徳川贔屓となった兼久（宗薫）を利用して堺の商人たちを思いのままにしようと画策する。助左とは金ヶ崎城撤退戦・小牧長久手の戦い・関ヶ原戦後と都合三度顔を合わせているが、家康は助左の存在を認識しておらず、その都度初対面のつもりでいる。助左に、世界の勢力図が変化しつつあり、南蛮との貿易もイギリス・オランダ重視のそれへと変化していかなければならないと告げる。
夏目次郎左衛門（なつめ じろうざえもん）
演 - 陶隆司
家康に仕える老臣。三方ヶ原の戦いで家康を庇って討ち死にする。
服部半蔵（はっとり はんぞう）
演 - 矢吹二朗
家康に仕える忍びの頭領で、梢の上司。

### 毛利家
安国寺恵瓊（あんこくじ えけい）
演 - 神山繁
毛利氏の外交僧。豪放磊落な人物。信長軍の中国攻めの際には和睦折衝に当たる。本能寺の変後に秀吉から伊予二万三千石の大名に取り立てられる。利休が五千貫の値を付けたルソン壷の価値をめぐっての秀吉と助左衛門の大勝負（多くの大名が参加した今でいう「オークション」）の際、恵瓊が一万貫の値で買うと啖呵を切ったことで場内の空気は一変、五十個あったルソン壷のほとんどが一万貫で諸大名に買われていき、助左衛門を一躍大豪商へと押し上げる結果となる。
関ヶ原の戦いにおいては三成率いる西軍に付き、敗れる。都の六条河原で三成、行長と共に処刑される際、念仏僧による十念を自分の経文の力で極楽往生してみせると豪語して拒否した。
吉川経家（きっかわ つねいえ）
演 - 浜畑賢吉
毛利氏の部将。誠実な人柄で、死を覚悟の上で鳥取城の援軍として派遣されるが、大量の兵糧が売り払われていることに失望する。飢餓に苦しむ城内で、若狭の米商人を自称していた助左と打ち解け、堺へ行ってみたいと話す。助左によって兵糧の買い占めが秀吉の計略であると知って驚き、敗北を悟る。自身の命と引き換えに城内の兵士・領民の命を安堵させ、開城降伏する。
中村春続（なかむら はるつぐ）
演 - 浜田寅彦
鳥取城の部将。経家来援時は、旗頭が必要として阿るが、秀吉軍に包囲されると毛利の支援を受けるために来てもらったと開き直る。
森下道誉（もりした どうよ）
演 - 佐竹明夫
鳥取城の部将。秀吉の計略とも知らず、兵達への恩賞のためとして兵糧米を売却する。
清水宗治（しみず むねはる）
演 - 宝生閑

### 足利将軍家
足利義昭（あしかが よしあき）
演 - 松橋登
15代将軍。信長に擁立されるが政治の主導権を巡って信長と争い、敗れて追放される。堺の港で偶然出会った助左に唐傘を贈られ、船に乗って畿内から去っていった。
和田惟政（わだ これまさ）
演 - 鈴木智
一色藤長（いっしき ふじなが）
演 - 日野道夫

### 信長包囲網の戦国武将
浅井長政（あざい ながまさ）
演 - 伊藤高
近江の大名、浅井家三代目当主、小谷城城主。信長の妹お市の夫で、淀君の父。信長を裏切る。
浅井久政（あざい ひさまさ）
演 - 増田順司
浅井家二代目当主、嫡男長政に当主の座を譲って隠居の身。信長への不信感が強く、長政を説得して裏切らせる。
毛屋七左衛門（けや しちざえもん）
演 - 北島和男（二役）
朝倉家の家臣
武田信玄（たけだ しんげん）
演 - 観世栄夫（声のみの出演）
甲斐の守護大名。
三好政康（みよし まさやす）
演 - 露木護
三好三人衆の一人。
三好長逸（みよし ながやす）
演 - 平野元
三好三人衆の一人。
岩成友通（いわなり ともみち）
演 - 渡辺厳
三好三人衆の一人。
六角承禎（ろっかく じょうてい）
演 - 奥村公延
近江の守護大名、観音寺城城主。
金ヶ崎の戦いに敗れ美濃に戻る織田信長を途上で暗殺すべく、今井兼久と謀り杉谷善住坊を千草峠に派遣する。

### 四国 · 九州の大名
長宗我部元親（ちょうそかべ もとちか）
演 - 庄司永建
土佐の大名。利休が五千貫の値を付けたルソン壷の価値をめぐっての秀吉と助左の大勝負の際に、最初に秀吉に幾らの値を付けるか尋ねられ、千貫の値を付ける。
鍋島直茂（なべしま なおしげ）
（鍋島信生→鍋島直茂）
演 - 小瀬格
肥前の大名。秀吉と利休の衝突の場面に居合わせる。
宗義智（そう よしとし）
演 - 河原崎長一郎
対馬の領主、官位は対馬守。対李氏朝鮮外交の窓口的役割を果たす。秀吉の尊大な姿勢に苦労させられる。
相良頼房（さがら よりふさ）
演 - 小沢忠臣
島津義久（しまづ よしひさ）
演 - 中村靖之介
島津義弘（しまづ よしひろ）
演 - 平泉成

### アゴーの村の人々
ラカンドーラ
演 - ビック・バルガス
ルソン島アゴーの村、トンド族の族長。村を倭寇に襲撃されて父と兄を殺された過去から、日本人に対して深い憎悪の念を抱く。琉球丸の難破により漂着した助左・善住坊・五右衛門に対しても始めは敵意をむき出しにして数々の嫌がらせをする。やがて彼らの人柄に触れて3人を村民として認め、その後はよき理解者となる。
ハギビス
演 - ロベルト・アレバロ
トンド族と敵対するボコス族の住民。漂着し捕らえられていた助左・善住坊と、虜囚として閉じ込められていたマリキットの見張りをしていたが、3人の脱走を故意に見逃したことで追われる身となり、同じく漂着した五右衛門に助け出され彼らに命を救われる。対立していたトンド族とボゴス族の間を仲介し抗争を終結させる。数々の出来事を通して助左らとの間に深い絆ができ、以降長年に渡って友情を育む。日本語が話せる為、通訳としても活躍。良くも悪くも直情径行な性格。
ノーラ
演 - セリー・デ・カステロ
マリキットの侍女。とても魅力的な女性で、マリキットと共に当初から助左らに好意的に接する。善住坊に一目惚れして周囲の計らいで結婚が決まるが、式の当日に堺へ向かう交易船が付近を航行、帰国を決意した善住坊と生き別れの身となってしまう。後年、助左がアゴーの村に再訪した際に善住坊の死を知らされる。
マリキット
演 - プリンセス・アキノ→ジーナ・アラハール
ラカンドーラの娘。トンド族の王女。助左にとって妹のような存在。ボコス族にともに捕らわれていた助左らに救出され、日本人を信用しようとしないラカンドーラから助左らを庇い続ける。後年イスパニア軍が攻撃するという情報がもたらされると、防戦への士気を高めようとするラカンドーラの命でハギビスと結婚する。

### 呂宋丸（初代・二代目）の水夫たち
彦助（ひこすけ）
演 - 岸部一徳
但馬の銀山で助左と知り合った金掘り人足。右目に眼帯を着けている。今井家の銀を強奪する計画を助左に漏らし、阻止される。その後堺で、助左の船とは知らずに船の修理工として働いている所を助左と再会し初代呂宋丸の水夫となりルソンへ渡る。そこでかつて人買いによって売られて来た日本人女性と恋仲になり、共にルソンで暮らす道を選ぶ。
末蔵（すえぞう）
演 - 小松方正
小西行長から紹介されたベテランの舵取り。助左の信頼は篤く、末蔵もまた助左の船長ぶりに惚れ込む。
按針（あんじん）
演 - 伊藤弘一
小西行長から紹介された唐人の水先案内人。初代呂宋丸が難破した際に助左と共に漂流、甚兵衛の船に助けられる。
一松（いちまつ）
演 - 粟津號
長浜で青瓦の運搬に従事していた人足。助左が船を持った際に初代呂宋丸の水夫となる。
文次（ぶんじ）
演 - 高土新太郎
一松と共に初代呂宋丸の水夫となった長浜の人足。本能寺の変の折に明智の密書を高松城攻めの秀吉のもとへ届ける。しかし情報漏洩を防ぐ口封じとして黒田官兵衛によって殺される。その死は三成から助左に伝えられたが、実情は伏せられ毛利兵に討たれたという事にされた。
権六（ごんろく）
演 - 冷泉公裕
鳥取城兵糧攻めの際に助左と知り合う台所方役人。落城後に初代呂宋丸の水夫となる。
新助（しんすけ）
演 - 高山彰
権六と共に水夫となった鳥取城の足軽。
弥次郎（やじろう）
演 - 二見忠男
二代目呂宋丸の舵取り。
吾助（ごすけ）
演 - うえだ峻
二代目呂宋丸の水夫。
百足（むかで）
演 - 堀礼文
五右衛門配下の野盗。朱印状がないために水夫が集まらなくなった二代目呂宋丸で仲間たちと共に水夫となる。五右衛門と共に伏見城を襲撃し、追い詰められ自爆する。
蛇千代（へびちよ）
演 - 中西良太
五右衛門配下の野盗。五右衛門と共に伏見城を襲撃し、討ち取られる。
竜門（りゅうもん）
演 - 草薙良一
五右衛門配下の野盗。赤い着物を着ている。五右衛門と共に伏見城を襲撃し、討ち取られる。
梅鬼（ばいき）
演 - 吾桐芳雄
五右衛門配下の野盗。五右衛門と共に伏見城を襲撃し、討ち取られる。

### 海賊白浜党
高砂甚兵衛（たかさご　じんべえ）
演 - 八代目松本幸四郎
呂宋丸の難破で漂流していた助左が救助された八幡舩（ばはんせん・海賊船）の船長。助左衛門の生き別れた父親・甚九郎（じんくろう）と思われる人物。琉球から堺へ向けて航海中に高砂沖で海賊に襲撃されて船を失い、漂流中にそれまでの記憶を無くしてしまい、いつしか海賊・白浜党の頭目となっていた。助左衛門によって堺の町を思い出し、父親と確信した助左から堺へ帰ろうと誘われるが、子分を見捨てられず船に残る。
鬼丸（おにまる）
演 - 小島三児
白浜党の小頭。漂流していた助左衛門と按針を初めは殺そうとするが、ふたりに利用価値がある事を認めて助命する。気心が知れると軽口も叩く好人物。

### その他
ルイス・フロイス
演 - アロイジオ・カンガス
ポルトガル出身のイエズス会宣教師。日本語が堪能で、また筆まめでもあり当時の日本の状況についての詳細な記録を多数残す。助左や美緒の人生の要所で深く関わりを持ち、しばしば重要な助言を行う。信長からもその人柄を信用される。
演者のカンガス自身もイエズス会に所属する現役の神父である。
ガスパル・ヴィレラ
演 - ミシェル・マサポ
宣教師。書簡において堺の繁栄ぶりを「黄金の日日」と例えた人物。
グネッキ・ソルディ・オルガンティノ
演 - ジェームズ・ゴードン
原マルチノ
演 - 吉田次昭
ファン・コーボ
演 - ロジェ・ショラメル
ゴメス・マリーニャス
演 - ミシェル・マサボ
マニラ総督。
ルイス・マリーニャス
演 - ハードン・ファーマー
ゴメスの子、マニラ総督。
原田喜右衛門（はらだ きえもん）
演 - 唐十郎
豊臣政権の御用商人で、屋号は「長崎屋（ながさきや）」。壮年の男性だが前髪の若衆のようないでたちをしている。
狡猾にして冷徹非情で己の利益の為なら手段を択ばず、自ら手兵を率いて腕力沙汰に及ぶことも辞さない。ワインを愛飲し羽ペンを愛用するなど南蛮人風の生活を好む。
助左の船を海賊船と決めつけ捕縛。助左にルソンでのイスパニア軍との交易を持ちかけるが、断られた事から船を襲う。イスパニア語に無知な秀吉を巧みに言いくるめて取り入り、その信頼を勝ち取る。人身売買を主な事業としたり、ルソンへの国書も自身に都合のいいように改竄するなど、秀吉を上回る悪逆非道ぶりが目立つ人物。
孫七（まごしち）
演 - 常田富士男
長崎屋の番頭。実は喜右衛門と共に海賊まがいの荒稼ぎをしている。船を沈めて文無しになった助左が、甚兵衛からもらった論語などの中国の書を売りに来るが二束三文で買い叩く。
黄允吉（こう いんきつ）
演 - 三田松五郎
金誠一（きん せいいち）
演 - 信実恭介
許筬（きょせい）
演 - 佐々木孝丸
朝鮮の官僚で、日本語にも堪能。秀吉の朝鮮出兵によって祖国の国土が荒らされていくことに憤慨し、涙ながらに抗議する。
ツル
演 - 安奈淳
フィリピン人。喜右衛門に捕らわれた兄を救うため、助左の船から鉄砲を奪おうとする。
鮫吉（さめきち）
演 - 北村和夫
ルソン島の日本人街の住人。
みつ
演 - 平井道子
鮫吉の妻。
少年助左（すけざ）
演 - 藤間照薫
助左衛門の少年時代ではなく、堺から出る船で助左衛門と乗り合わせた同名の少年。
一観（いっかん）
演 - 三国一朗
唐から渡来した瓦職人。一文無しでお仙の屋形船に転がり込んでいた。助左の依頼で秀吉の屋敷に使う青瓦を焼いていたが、これが信長の目に留まる。
バプチスタ
演 - ダニエル・モンデバード
ゴンザレス
演 - ブルーノ・ゼンダア
ガルシーア
演 - ナイジェル・リード

## スタッフ
- 原作 - 城山三郎『黄金の日日』
- 脚本 - 市川森一、長坂秀佳
- 音楽 - 池辺晋一郎
- 語り手 - 梶原四郎
- テーマ演奏 - NHK交響楽団
- 指揮 - 尾高忠明
- 演奏 - 東京コンサーツ、東京混声合唱団
- 殺陣 - 林邦史朗
- 砲術指導 - 名和弓雄
- 考証 - 磯目篤郎
- 監修 - 桑田忠親
- 制作 - 近藤晋
- 美術 - 斉藤博巳、佐藤武俊、竹内光鷹
- 技術 - 門弘、斎藤政雄
- 効果 - 広瀬洋介、浜口淳二、平塚清
- 記録・編集 - 高室晃三郎
- 演出 - 岡本憙侑、宮沢俊樹、高橋康夫、原嶋邦明、渡辺紘史、外園悠治

## 放送

### 通常放送時間
- NHK総合テレビジョン - 毎週日曜 20:00 - 20:45
- （再放送）NHK総合テレビジョン - 毎週土曜 13:25 - 14:10[注釈 6]

### 放送日程
- 第12回はNHKニュースが10分延長したため、10分繰り下げ。

| 放送回                                                     | 放送日   | 副題                   | 脚本              | 演出     | 視聴率 |
| ---------------------------------------------------------- | -------- | ---------------------- | ----------------- | -------- | ------ |
| 第1回                                                      | 01月08日 | 信長軍包囲             | 市川森一          | 岡本憙侑 | 29.8%  |
| 第2回                                                      | 01月15日 | 岐路                   | 市川森一          | 宮沢俊樹 | 34.4%  |
| 第3回                                                      | 01月22日 | 羅針盤                 | 市川森一          | 高橋康夫 | 28.8%  |
| 第4回                                                      | 01月29日 | 北征前夜               | 市川森一          | 岡本憙侑 | 20.7%  |
| 第5回                                                      | 02月05日 | 総退却                 | 市川森一          | 宮沢俊樹 | 26.1%  |
| 第6回                                                      | 02月12日 | 信長狙撃               | 市川森一          | 高橋康夫 | 28.1%  |
| 第7回                                                      | 02月19日 | 琉球丸難破             | 市川森一          | 岡本憙侑 | 28.1%  |
| 第8回                                                      | 02月26日 | 呂宋島漂着             | 市川森一 長坂秀佳 | 宮沢俊樹 | 28.2%  |
| 第9回                                                      | 03月05日 | 交易事始               | 市川森一 長坂秀佳 | 高橋康夫 | 25.9%  |
| 第10回                                                     | 03月12日 | 南海の館               | 市川森一 長坂秀佳 | 岡本憙侑 | 27.6%  |
| 第11回                                                     | 03月19日 | 珊瑚珠無情             | 市川森一          | 宮沢俊樹 | 26.5%  |
| 第12回                                                     | 03月26日 | 叡山焼打               | 市川森一          | 高橋康夫 | 27.7%  |
| 第13回                                                     | 04月02日 | 戦国哀史               | 市川森一          | 岡本憙侑 | 24.4%  |
| 第14回                                                     | 04月09日 | 信玄上洛               | 市川森一          | 宮沢俊樹 | 22.6%  |
| 第15回                                                     | 04月16日 | 九死一生               | 市川森一          | 高橋康夫 | 28.4%  |
| 第16回                                                     | 04月23日 | 将軍追放               | 市川森一 長坂秀佳 | 岡本憙侑 | 23.6%  |
| 第17回                                                     | 04月30日 | 乱世独歩               | 市川森一          | 宮沢俊樹 | 27.6%  |
| 第18回                                                     | 05月07日 | 新天地                 | 市川森一          | 高橋康夫 | 19.8%  |
| 第19回                                                     | 05月14日 | 安土築城               | 市川森一          | 原嶋邦明 | 25.4%  |
| 第20回                                                     | 05月21日 | 聖母昇天               | 市川森一          | 岡本憙侑 | 24.9%  |
| 第21回                                                     | 05月28日 | 善住坊処刑             | 市川森一          | 宮沢俊樹 | 25.1%  |
| 第22回                                                     | 06月04日 | 摂津動乱               | 市川森一          | 高橋康夫 | 29.1%  |
| 第23回                                                     | 06月11日 | 西国進撃               | 市川森一          | 岡本憙侑 | 26.3%  |
| 第24回                                                     | 06月18日 | 鳥取兵粮戦             | 市川森一          | 宮沢俊樹 | 24.7%  |
| 第25回                                                     | 06月25日 | 飢餓地獄               | 市川森一          | 高橋康夫 | 25.3%  |
| 第26回                                                     | 07月02日 | プエルト・デル・ハポン | 市川森一 長坂秀佳 | 岡本憙侑 | 26.4%  |
| 第27回                                                     | 07月09日 | 信長死す               | 市川森一          | 宮沢俊樹 | 23.3%  |
| 第28回                                                     | 07月16日 | 安土炎上               | 市川森一          | 原嶋邦明 | 25.9%  |
| 第29回                                                     | 07月23日 | 起死回生               | 市川森一          | 岡本憙侑 | 23.3%  |
| 第30回                                                     | 07月30日 | 大坂築城               | 市川森一          | 宮沢俊樹 | 22.6%  |
| 第31回                                                     | 08月06日 | 竜虎相撃つ             | 市川森一          | 高橋康夫 | 22.5%  |
| 第32回                                                     | 08月13日 | 納屋襲名               | 市川森一          | 岡本憙侑 | 23.2%  |
| 第33回                                                     | 08月20日 | 海賊船                 | 市川森一          | 宮沢俊樹 | 25.7%  |
| 第34回                                                     | 08月27日 | 大洪水                 | 市川森一          | 渡辺絋史 | 25.0%  |
| 第35回                                                     | 09月03日 | 陰謀                   | 市川森一          | 岡本憙侑 | 26.6%  |
| 第36回                                                     | 09月10日 | 伴天連追放             | 市川森一          | 高橋康夫 | 23.5%  |
| 第37回                                                     | 09月17日 | 反逆                   | 市川森一          | 宮沢俊樹 | 24.3%  |
| 第38回                                                     | 09月24日 | 大勝負                 | 市川森一          | 岡本憙侑 | 28.1%  |
| 第39回                                                     | 10月01日 | 偽国使                 | 市川森一          | 外園悠治 | 26.5%  |
| 第40回                                                     | 10月08日 | 利休切腹               | 市川森一          | 宮沢俊樹 | 23.3%  |
| 第41回                                                     | 10月15日 | 侵略者                 | 市川森一          | 原嶋邦明 | 21.9%  |
| 第42回                                                     | 10月22日 | 先陣争い               | 市川森一          | 岡本憙侑 | 24.5%  |
| 第43回                                                     | 10月29日 | 朱印船襲撃             | 市川森一          | 高橋康夫 | 26.6%  |
| 第44回                                                     | 11月05日 | 呂宋遠征計画           | 市川森一          | 宮沢俊樹 | 28.3%  |
| 第45回                                                     | 11月12日 | 天変地異               | 市川森一          | 岡本憙侑 | 30.2%  |
| 第46回                                                     | 11月19日 | 五右衛門刑死           | 市川森一          | 原嶋邦明 | 28.7%  |
| 第47回                                                     | 11月26日 | 助左衛門追放           | 市川森一          | 宮沢俊樹 | 28.4%  |
| 第48回                                                     | 12月03日 | 暗黒航路               | 市川森一          | 岡本憙侑 | 27.3%  |
| 第49回                                                     | 12月10日 | 激流                   | 市川森一          | 高橋康夫 | 24.2%  |
| 第50回                                                     | 12月17日 | 関ヶ原                 | 市川森一          | 宮沢俊樹 | 23.7%  |
| 最終回                                                     | 12月24日 | 堺炎上                 | 市川森一          | 岡本憙侑 | 28.9%  |
| 平均視聴率 25.9%（視聴率は関東地区・ビデオリサーチ社調べ） |          |                        |                   |          |        |

### 総集編
| 放送回 | 放送日   | 題                     | 放送時間      |
| ------ | -------- | ---------------------- | ------------- |
| 第1回  | 12月25日 | 戦国群像（第1〜7回）   | 22:15 - 23:34 |
| 第2回  | 12月26日 | 大航海（第8〜16回）    | 22:15 - 23:34 |
| 第3回  | 12月27日 | 疾風怒濤（第17〜32回） | 22:15 - 23:34 |
| 第4回  | 12月28日 | 天下騒乱（第33〜40回） | 22:15 - 23:34 |
| 第5回  | 12月29日 | 新世界（第41〜51回）   | 22:00 - 23:19 |

### 再放送
全話が完全な形で保存されていたため、BSで1990年に全話再放送がされている。またCSでも全話、及び総集編の再放送もされている。
2021年4月4日より2022年3月27日まで、毎週日曜日6:45〜7:30にNHK BSプレミアムで再放送された。

## 映像の現存状況
NHKでは総集編だけではなく、本作の全話が保存されており、完全版ソフトの発売とNHKオンデマンドによる本編映像の配信の両方が行われている。次回作の『草燃える』でも画像の乱れや部分欠落、ノイズの混入などの不具合はあるものの、全話現存しており、また、次々回作の『獅子の時代』以降は1インチVTRでの保存となっているため、実質的には本作以降の大河ドラマはすべてのエピソードが現存している事になる。

## 関連商品

### ビデオ・DVD
- 総集編 - 全5篇（VHS）、3枚組（DVD）
- 完全版 - 全7巻、13枚、51回（DVD）

### 書籍
- 『黄金の日日 NHK大河ドラマ・ストーリー』日本放送出版協会、1978年1月。ASIN B000J8S24E。
- 城山三郎『黄金の日日』新潮社、1978年1月。ISBN 978-4-10-113314-0。
  - 『黄金の日日 望郷のとき』 第10巻、新潮社〈城山三郎全集〉、1980年11月。ISBN 978-4106437106。
  - 城山三郎『黄金の日日』新潮社〈新潮文庫〉、1982年11月。ISBN 4-10-113314-X。
- 久松文雄『劇画 黄金の日日』潮出版社、1979年。 - 同作の漫画版、月刊少年ワールド連載